# Provincia di Aurora
Aurora è una provincia della regione di Luzon Centrale, nelle Filippine settentrionali.
Il suo capoluogo è Baler.

## Storia
Separatasi nel 1979 dopo apposito referendum indetto dal presidente Ferdinand Marcos dall'originaria provincia di Quezon, Aurora era stata dichiarata sub-provincia il 17 agosto 1951 e intitolata a doña Aurora Quezón, moglie del Presidente del Commonwealth delle Filippine Manuel Quezón uccisa in un agguato del movimento rivoluzionario Hukbalahap nel 1949.

## Geografia fisica
Posta nella parte centro-orientale dell'isola di Luzon, copre una lunga fascia costiera affacciata sul Mare delle Filippine. Procedendo da sud, i confini terrestri sono con la provincia di Quezon quindi Bulacan, Nueva Ecija, Nueva Vizcaya, Quirino e infine a nord con Isabela.
Ai 332 km di costa sul Mare delle Filippine ad est corrisponde una catena montuosa altrettanto lunga sul lato ovest, corrispondente alla parte orientale della Sierra Madre. Ne risulta un territorio caratterizzato da rapide escursioni altimetriche e con poche zone pianeggianti, limitate alle aree vallive dei fiumi che sono comunque limitate. La provincia è inoltre parte del Parco del memoriale di Aurora, area naturale protetta delle Filippine istituita nel 1937 dall'allora Presidente Manuel Quezon.

## Geografia antropica

### Suddivisioni amministrative
La provincia comprende 8 municipalità.
| - Baler - Casiguran - Dilasag - Dinalungan | - Dingalan - Dipaculao - Maria Aurora - San Luis |

## Economia
Pesca e agricoltura (noci di cocco, riso, banane) sono le attività che occupano la maggior parte della popolazione.